# Муанье, Гюстав
Луис Габриэль Гюстав Муанье (фр. Gustave Moynier; 21 сентября 1826, Женева — 21 августа 1910, Женева) — швейцарский юрист, общественный деятель, филантроп.

## Биография

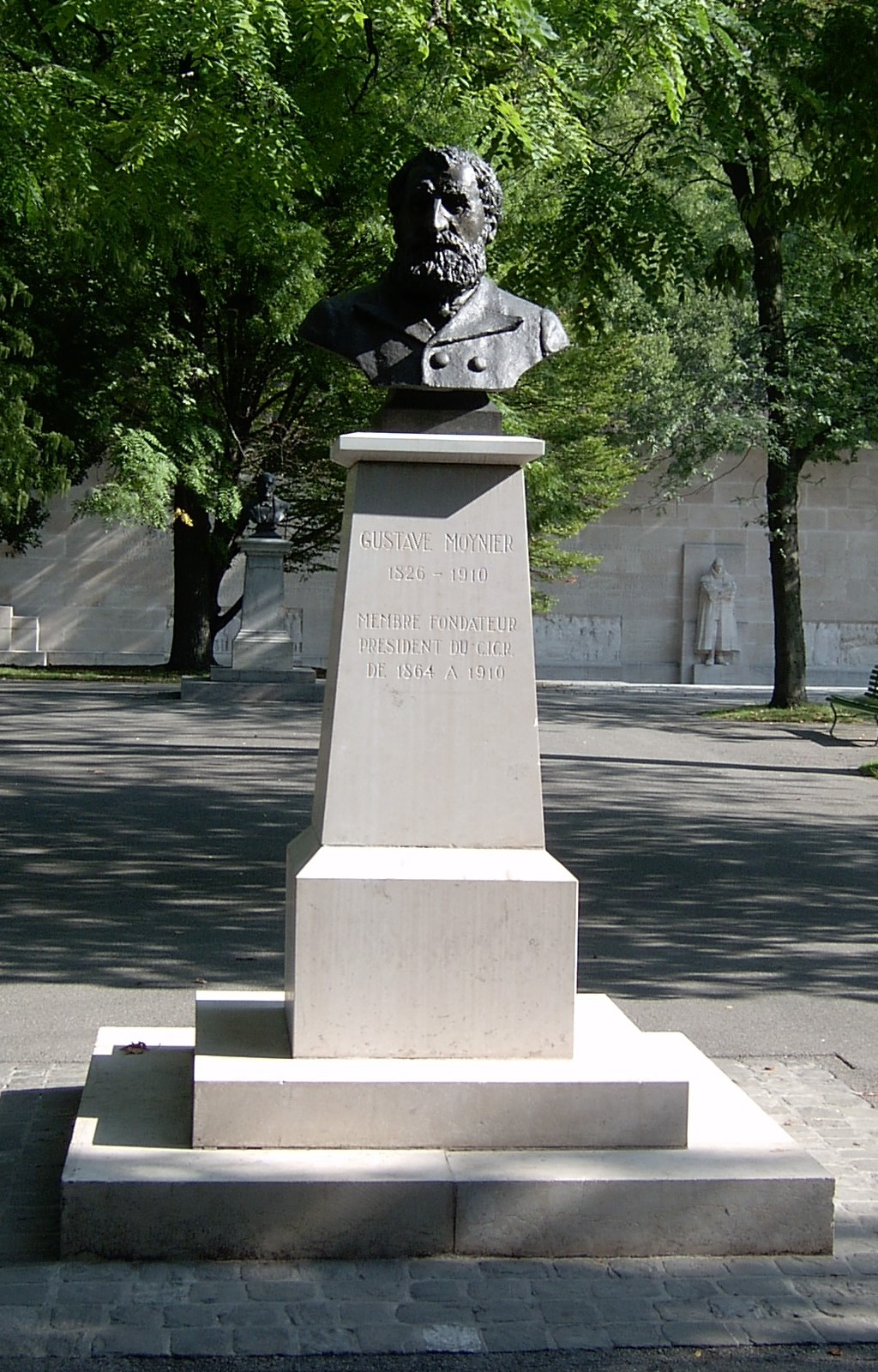
Бюст Гюстава Муанье в центре Женевы

Родился в богатой семье торговцев и банкиров. Изучал право в Парижском университете. В 1850 году получил докторскую степень.
Будучи кальвинистом, активно занимался благотворительной деятельностью и социальными проблемами. В 1859 году возглавил Женевское общество общественного благосостояния. Принимал участие в создании ещё около 40 благотворительных организаций и обществ, занимающихся проблемами улучшения условий содержания заключенных в тюрьмах и ухода за сиротами.
Поддержал идею Анри Дюнана и участвовал в создании международной организации по добровольному уходу и помощи раненым в вооружённых конфликтах («Международного комитета по оказанию помощи раненым») и в 1864 году занял пост Председателя Комитета, ныне международной гуманитарной организации «Международного комитета Красного Креста».
С 1865 до 1910 год был президентом Комитета Красного Креста. В течение 46 лет руководил Комитетом, много сделал для его поддержки и развития в первые десятилетия после создания Комитета Красного Креста. Был самым многолетним по сроку президентом Комитета в его истории.
В 1872 году после окончания франко-прусской войны 1870—1871 годов выступил с предложением создать международную уголовную юрисдикцию, которая бы осудила нарушения международного гуманитарного права (особенно для защиты медицинского персонала во время войн).
В 1873 году совместно с Густавом Ролен-Жакмэном основал Институт международного права. С 1892 года — директор Института.
В 1901, 1902, 1903 и 1905 годах был номинирован на присуждение Нобелевской премии мира.
Похоронен на женевском кладбище Королей.
Сын Адольф (1860—1933), швейцарский общественный деятель.

## Избранные труды
- «La Guerre et la Charité» (1867),
- «La neutralité des militaires blessés etc.» (1867),
- «Droit des gens, études sur la convention de Génève etc.» (1870),
- «Convention de Génève pendant la guerre franco-allemande» (1873),
- «Les dix premières années de la Croix rouge» (1873),
- «Ce que c’est que la Croix rouge» (1874),
- «Croix rouge, son passé et son avenir» (1882).

## Награды и отличия
- Великий офицер Ордена Святых Маврикия и Лазаря
- Орден Нидерландского льва
- Офицер Ордена Почётного легиона
- Орден Фридриха второго класса
- Звезда второго класса Ордена Короны (Пруссия)
- Орден Восходящего солнца (Япония)
- Почётный член нескольких Национальных обществ Красного Креста и Красного Полумесяца
- Почётный доктор права Бернского университета
- Почётный доктор социологии Женевского университета
- Почётный доктор медицины Гейдельбергского университета
- В 1898 году в США его именем было названо первое госпитальное судно «Муанье», ходившее под флагом Красного Креста
- Иностранный член французской Академии моральных и политических наук (1902)

## Память
- Именем Г. Муанье названа улица и Парк Муанье (фр. Parc Moynier) в Женеве.